# Oľšavce
Oľšavce és un poble i municipi d'Eslovàquia. Es troba a la regió de Prešov, al nord del país.

## Història
La primera referència escrita de la vila data del 1383.

## Demografia
| Godina             | 1994 | 2004   | 2014   | 2024    |
| ------------------ | ---- | ------ | ------ | ------- |
| Nombre de persones | 171  | 166    | 181    | 159     |
| Diferència         |      | −2,92% | +9,03% | −12,15% |

| Godina             | 2023 | 2024   |
| ------------------ | ---- | ------ |
| Nombre de persones | 158  | 159    |
| Diferència         |      | +0,63% |